# Zésar Biec Arbués
Zésar Biec Arbués és un escriptor en aragonès nascut a Osca, (1970), però va passar bona part de la seua infantesa a Santolaria de Galligo. El tancament de l'escola del poble l'obligà a anar a viure a la capital, que li permitria d'estudiar a l'escola Univeritària de Magisteri i a més cursar estudis de mestre d'anglès.
Ha realitzat conferències, comunicacions o ponènces sobre l'aragonès i la seua didàctica com "Literatura infantil e chobenil en aragonés" (2008) i "Los cuentos en la enseñanza del aragonés" (2013-2014). Durant quatre anys va impartir classes de llengua aragonesa com a assignatura voluntària en els centres escolars de Jaca. Té publicades diverses obres adreçades als infants.
És membre del Consello d'a Fabla Aragonesa i va guanyar el 2011 el VIII Premi de Relats Luis del Val amb el relat De cazata.

## Obras
- 1995: Bel puesto en a pantalla, premi "O Gua" de 1995
- 2000: Abenta-las ta ra mar, premi "A Carracla" de 1999
- 2002: Animals barrenatos
- 2002: A selba amenazata
- 2008: Augua de bida
- 2009: O fuego que nunca no s'amorta, premi "O Gua" de 2007
- 2009: Foto fixa
- 2009: 24 fotogramas
- 2011: Cartas con retraso, Premi "Billa de Siétamo" de 2009
- 2012: De cazata, Premi de Relats Luis del Val de 2011